# Švedski Finci
Švedski Finci (finski: ruotsinsuomalaiset; švedski: sverigefinnar) nacionalna su manjina u Švedskoj koja govori finskim jezikom.
Etnički Finci predstavljaju relativno velik udio švedskog stanovništva. Osim manjeg broja Finaca koji već više naraštaja žive u Švedskoj, oko 426 000 stanovnika Švedske (4,46 % stanovništva,  2012.) rođeno je u Finskoj ili ima barem jednog roditelja koji je rođen u Finskoj. Godine 2017. taj je broj porastao na 720 000 stanovnika. Kao i švedskim, finskim se na obje strane Botničkog zaljeva govori od kasnog srednjeg vijeka. Uslijed švedskih vojnih pohoda u Finsku u 13. stoljeću, Finska je postepeno uklopljena u Švedsku, a Finci postali dijelom švedskog društva. Već je u 15. stoljeću znatan dio stanovnika Stockholma govorio finskim, ukupno 4 % u 18. stoljeću. Finska je dijelom Švedske bila sve to 1809. godine, kada je mirovnim ugovorom nakon Finskog rata područje istočno od rijeke Torne pripalo Ruskom Carstvu.
Tijekom Drugog svjetskog rata, 70 000 finske djece evakuirano je iz Finske. Većina je evakuirana tijekom Zimskog rata i Nastavljenog rata, a oko 20 % djece ostalo je u Švedskoj i po završetku ratovanja. Uz pomoć Nordijske unije putovnica, 1950-ih i 1960-ih godina velik je broj Finaca emigrirao u Švedsku. Godine 2015. u Švedskoj je živjelo 156 045 finskih imigranata.
Nacionalna manjina švedskih Finaca, kojoj su švedskim zakonom omogućena posebna prava za korištenje finskoga, tipično ne uključuje Fince čiji je materinji jezik švedski (šv. finlandssvenskar, »finski Šveđani«). Važno je napomenuti i da se govornici meänkielija smatraju zasebnom jezičnom manjinom u Švedskoj.